# Анкил
Анкил (лат. Ancile) — в Древнем Риме легендарный щит бога Марса, по преданию, упавший с неба при царе Нуме Помпилии ему в руки во время моровой язвы. Чудесное явление сопровождалось голосом, объявившим, что Рим будет владыкой мира, пока обладает этим щитом. Доспех был выполнен в форме эллипса с выемками по бокам.
Щит стал залогом безопасности и процветания римского государства (палладием). Чтобы подлинный щит нельзя было отличить и украсть, Нума распорядился сделать ещё 11 таких же. Хранение Анкила было доверено салиям, исповедовавшим культ Марса.
Раз в год, в марте, эти 12 щитов члены жреческой коллегии салиев торжественно проносили по городу.
Изображение Анкила является традиционным элементом орнаментов военной арматуры. Различные авторы по-разному трактовали этимологию этого слова. Некоторые предполагают, что слово «анкил» произошло от греческого слова ἀγκύλος, (изогнутый). Плутарх думает, что это слово может быть получено из греческого ἀγκών (локоть — то есть это защита, носившаяся на локте).